# Játék-barlang
A Játék-barlang az Aggteleki Nemzeti Park területén található egyik barlang. A barlang az Aggteleki-karszt és a Szlovák-karszt többi barlangjával együtt 1995 óta a világörökség része.

## Leírás
Az Alsó-hegy fennsíkján, Bódvaszilas központjától északra, a Szabó-pallagon lévő vadászháztól keletre, 320 méterre, a dózerút északi oldalán, fokozottan védett területen, 505 méter tengerszint feletti magasságban nyílik. A Szabó-pallagi-zsombolytól északra lévő első töbör délnyugati oldalában található. A zsombolytól 105 méterre helyezkedik el. Kis méretű, vízszintes átjáróbarlang felszínre törő felharapódzással. A lezáratlan barlang bejárásához engedély szükséges. Barlangjáró alapfelszereléssel járható.
A töbör északkeleti oldalában van egy nagyméretű, három–négy méteres szálkőfallal rendelkező zsombolyroncs, amely szenilis, pusztuló formakincsű. De az nem barlang, csak sziklaudvar.
Előfordul a barlang az irodalmában S/3 (Vlk 2019) jelzettel is. 1997-ben volt először Játék-barlangnak nevezve a barlang az irodalmában.

## Kutatástörténet
Az 1992-ben kiadott, Alsó-hegyi zsombolyatlasz című könyvben, az Alsó-hegy fennsíkjának magyarországi oldalát bemutató egyik térképen látható a barlang földrajzi elhelyezkedése. A barlang 1995 óta az Aggteleki-karszt és a Szlovák-karszt többi barlangjával együtt a világörökség része. A Nyerges Attila által 1997-ben írt szakdolgozatban meg van említve a Játék-barlang az Alsó-hegy magyarországi részének egyéb barlangtorzói, beszakadásai és karsztobjektumai között. (A KvVM Barlang- és Földtani Osztályon van egy térképlap, amelyen a barlang alaprajz térképe, keresztmetszet térképe és kiterített hosszmetszet térképe láthatók. Az alaprajz térképen megfigyelhető a hosszmetszet és a keresztmetszet elhelyezkedése a barlangban. A térképek készítésének dátuma és készítője ismeretlen.)
Az Alsó-hegy karsztjelenségeiről szóló, 2019-ben kiadott könyvben az olvasható, hogy a Játék-barlang 4 m hosszú és 1 m mély. A barlang azonosító számai: Szlovákiában 050, Magyarországon 5452/18, egyéb S/3. A könyvben publikálva lettek a barlang ismeretlen időpontban készült térképei. A barlangot ismeretlen időpontban, ismeretlen személy mérte fel, majd ismeretlen időpontban, ismeretlen személy a felmérés alapján megrajzolta a barlang térképeit. A térképeket 2017-ben Luděk Vlk digitalizálta. A kiadványhoz mellékelve lett az Alsó-hegy részletes térképe. A térképet Luděk Vlk, Mojmír Záviška, Ctirad Piskač, Jiřina Novotná, Miloš Novotný és Martin Mandel készítették. A térképen, amelyen fekete ponttal vannak jelölve a barlangok és a zsombolyok, látható a Játék-barlang (5452/18, 050) földrajzi elhelyezkedése.